# 文化住宅
文化住宅（ぶんかじゅうたく）と呼ばれるものには以下の二つがある。
1. 主に大正時代中期以降に流行した、洋風生活を取り入れた一般向け住宅のこと。和洋折衷住宅である。
#洋風住宅としての文化住宅を参照
2. 近畿地方で、主に1950年代 - 1960年代に建てられた集合住宅の一種。
#近畿地方の集合住宅としての文化住宅を参照

## 洋風住宅としての文化住宅

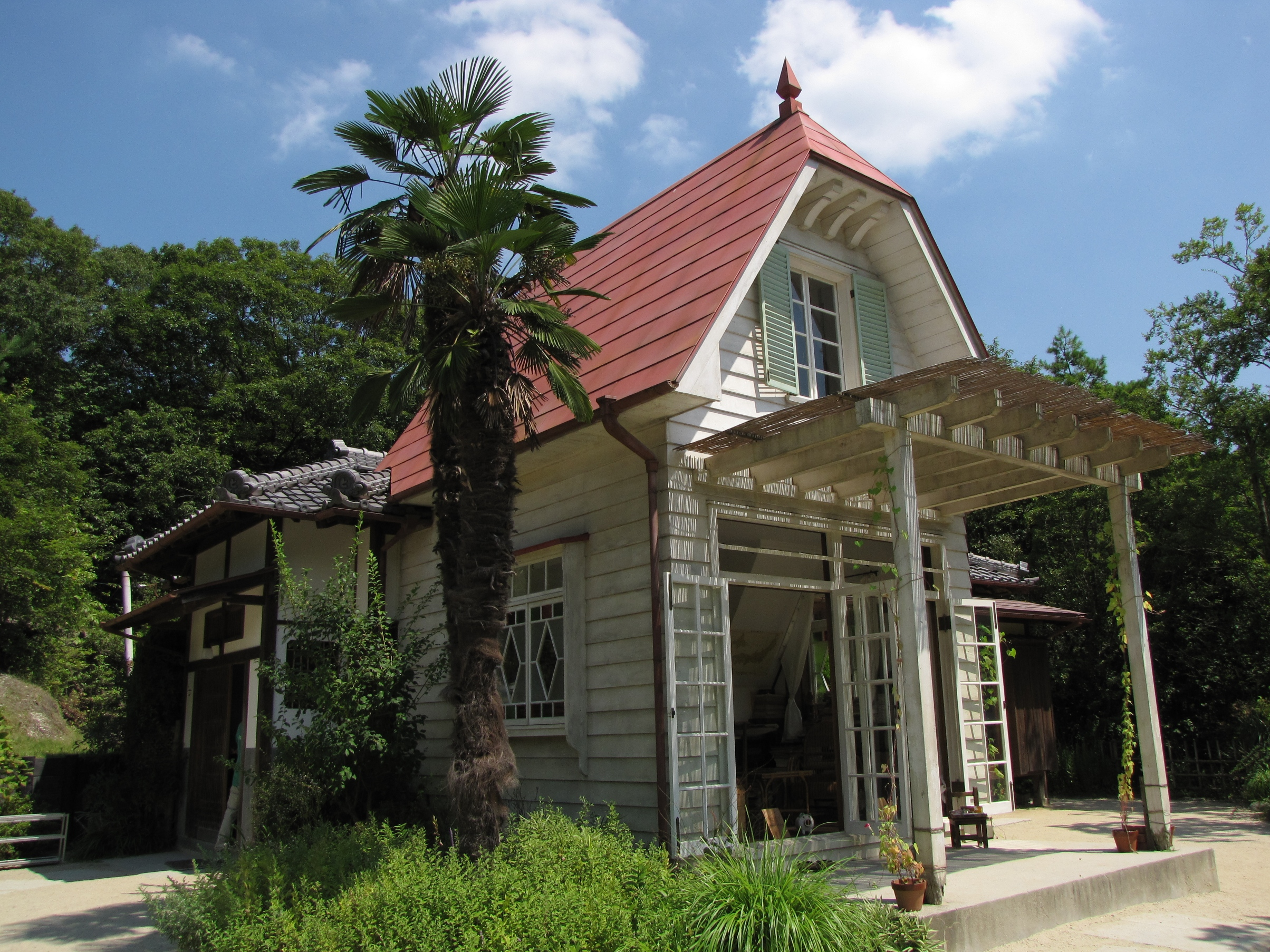
サツキとメイの家

明治時代に西洋館が建てられるようになるが、もっぱら財閥や政治家の一部の住宅であり、一般には和風の住まいに暮らすのが当たり前であった。大正デモクラシーの自由な雰囲気の中に大衆文化が成立し、住宅においても洋風の生活に対する憧れが広まっていった。
1922年（大正11年）、上野で平和記念東京博覧会が開かれ、展示企画として「文化村」が造られた。赤瓦屋根の洋風小住宅を始めとした14棟の「文化住宅」が建てられ、モダンで合理的な住まいのあり方を示す一種のモデルルームであった。文化住宅という語は1921年（大正10年）ごろから一部の雑誌で使われていたが、この博覧会をきっかけに一般に広くアピールしたと考えられる。
昭和時代に入って「文化住宅」という名称で一定のパターンができあがった。住宅本体はこれまで同様の和風住宅であるが、玄関脇に洋風デザインの応接間が造られる、といったものである。阪神間や東京近郊地帯（世田谷、杉並など）の宅地開発とともに数多くの文化住宅が造られた。
愛知万博で人気を得た「サツキとメイの家」（となりのトトロ）も文化住宅風である。

## 近畿地方の集合住宅としての文化住宅

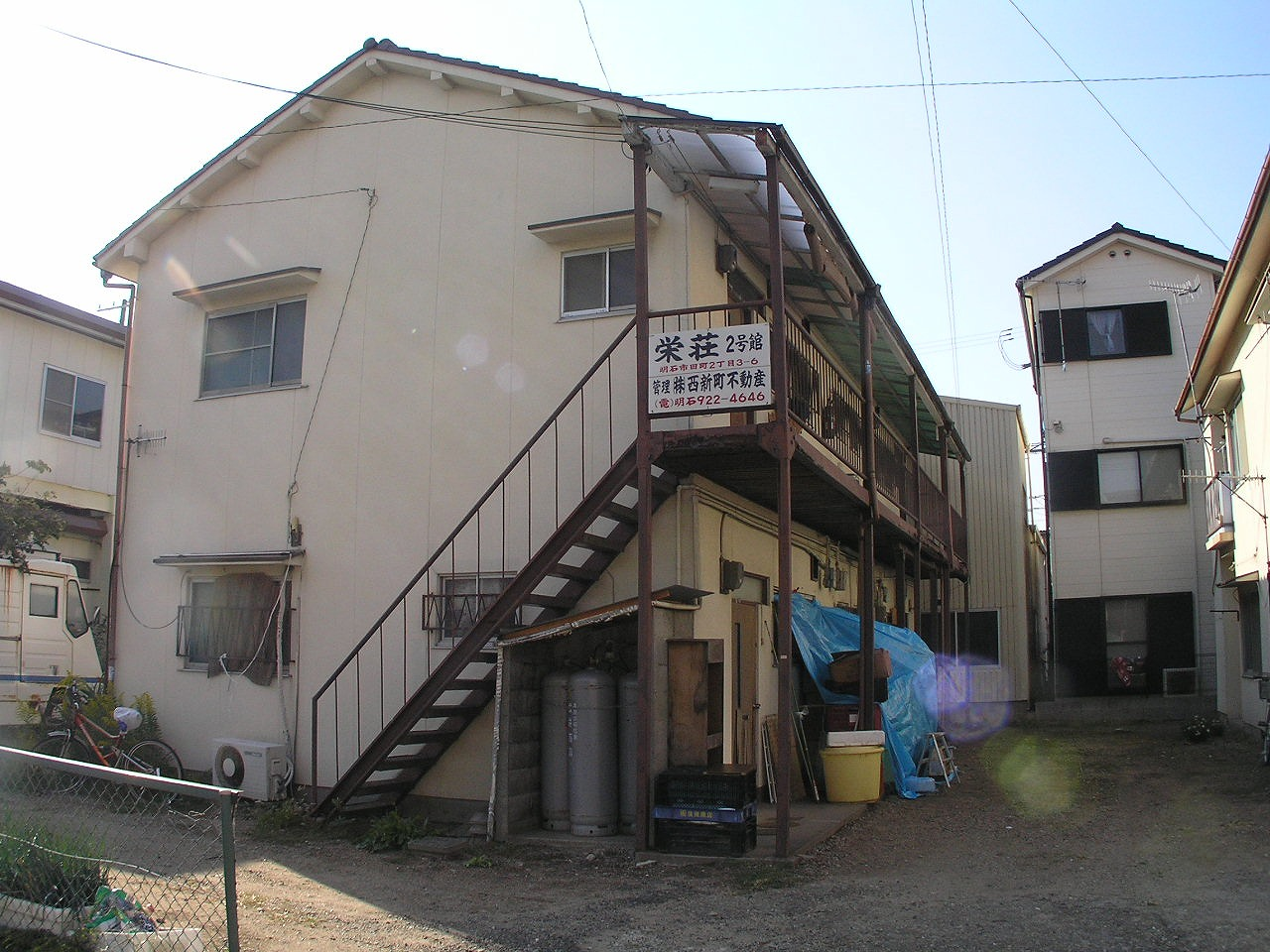
明石市の文化住宅

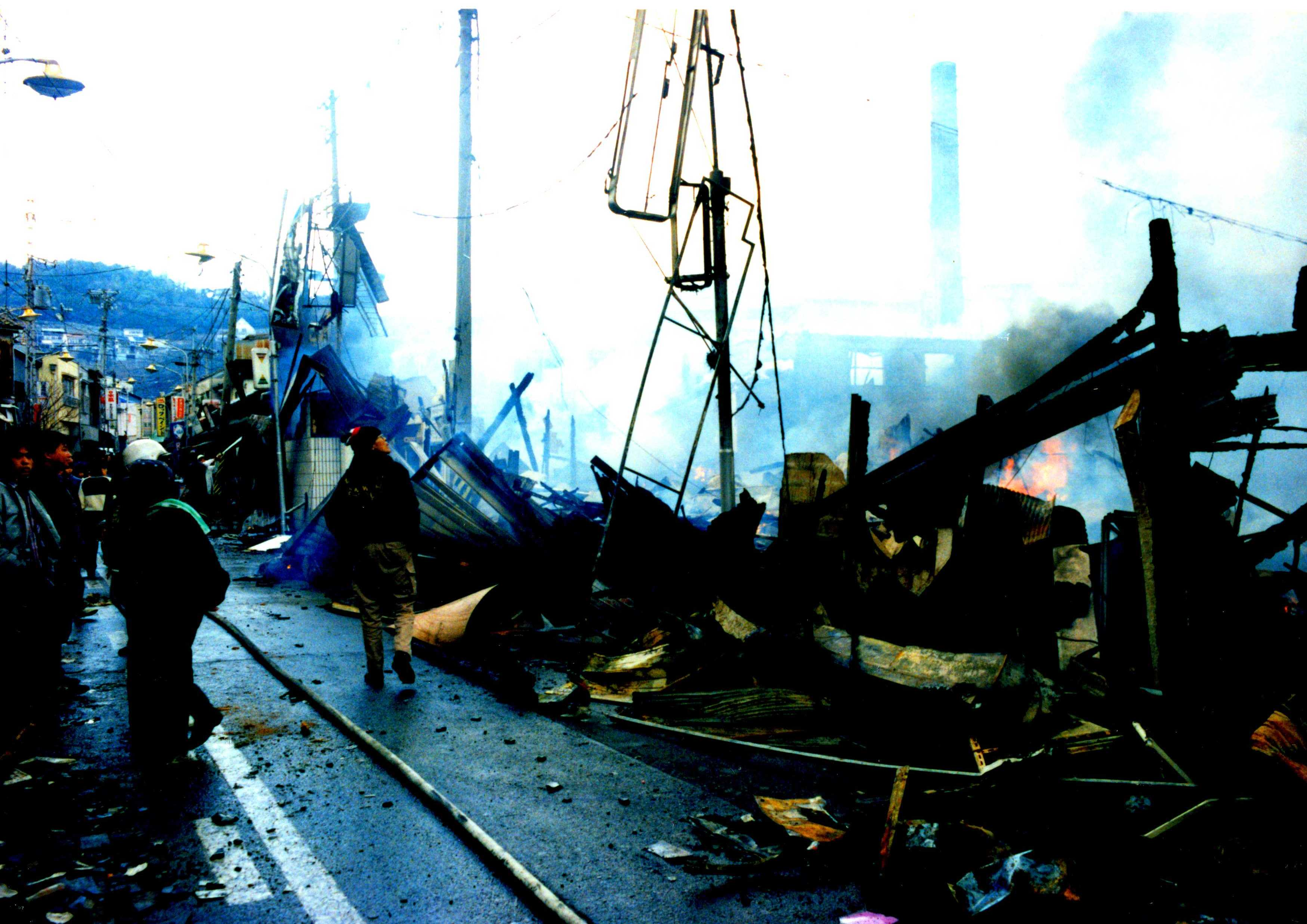
阪神淡路大震災で倒壊した文化住宅や商店

近畿地方における集合住宅の呼称。分家住宅とも書いたりする。
1950年 - 60年代の高度経済成長期に使われ始めた用語で、主として当時に建てられた瓦葺きの木造モルタル2階建てで、1 - 2階の繋がったメゾネット、あるいは各階に長屋状に住戸が並んだ風呂なしアパートを指す。実際には、各戸に独立した玄関があり、トイレも台所も風呂もついている 連棟式集合住宅（例えば1棟4戸など）が多い。
「文化」（「ん」にアクセント）と略称されることもある。この種の住宅が「文化住宅」と呼ばれたのは、それまでの長屋や下宿屋など集合住宅の多くが便所や台所を共用としていたのに対し、これらの設備を各住戸に独立して配置したことから、従来の集合住宅よりも「文化的」という理由である。こちらの「文化住宅」の起源ははっきりしない。
近畿にも戦前の「洋風住宅としての文化住宅」は阪神間など大正から昭和初期に開発された地域に多数存在する（阪神間モダニズムを参照）が、言葉としての｢文化住宅｣は一般に普及せず、もっぱらこちらの意味が広まった。
近年は老朽化が進み、1995年（平成7年）の阪神・淡路大震災では多くの「文化住宅」が倒壊し、住人の多くが犠牲になった。これらが密集した地区の再開発が老朽化に伴うリノベーションとも絡んで課題となっている。